# Estudis de les Escriptures
Estudis de les Escriptures fou una col·lecció de llibres escrits per Charles Taze Russell i editat per la societat Watch Tower. El primer volum s'editara l'any 1886.

## Contingut
- Volum 1 — The Divine Plan of the Ages — El Pla Diví de les edats, 1886

Tractava temes fonamentals com l'existència de Déu, la vinguda de Crist, el dia del Judici i el regna de Déu, mostrant que Déu té un pla establert per la humanitat. Durant un període de quaranta anys, es distribuïren sis milions d'exemplars d'aquest llibre.
- Volum 2 — The Time is at Hand — 1889

Ofereix una complete Cronologia bíblica, clau per estudiar les profecies, la segona vinguda de Crist, i la identificació del Anticrist.
- Volum 3 — Thy Kingdom Come — 1891

Descriu les profecies de la Bíblia pel futur donant dates clau com 1799, 1874 i 1914. Explica les profecies ocultes en la Gran Piràmide que segons Russell fou construïda sota la direcció de Déu.
- Volum 4 — The Day of Vengeance — 1897

Originalment titulat The Battle of Armageddon, presenta les causes dels desordres actuals, i revela el remei que dona la Bíblia, l'anomenat Regna de Déu.
- Volum 5 — The At-one-ment Between God and Men — 1899

La naturalesa de l'home, l'obra de redempció, i l'Esperit Sant.
- Volum 6 — The New Creation — 1904

Explica els set dies de Creació segons Gènesi, i discuteix els drets i les responsabilitats dels Cristians, dins la família i en la vida personal.
Segons Russell, ningú podia entendre les escriptures sense aquests llibres. I llegir la Bíblia sense aquests llibres portaria al lector a l'obscuritat espiritual.

## La Gran Piràmide
Russell assegurava en aquest llibres, que la Gran Piràmide de Gizeh havia estat construïda com a testimoni (junt a la Bíblia) de la presència de Déu a la terra. Defensava que les mides de la piràmide donaven dades com el pes de la Terra, la distància al Sol, i l'any de la vinguda de Crist, que era, 1914, mesurant la longitud d'un dels passadissos principals de la gran piràmide.
Text escrit per Russell:
«...Aquesta mesura és de 1542 polzades i ens senyala l'any 1542 aC., com la data marcada per aquest punt. Mesurant a continuació el "passatge d'Entrada", a partir d'aquest punt, cap avall, per trobar la distància fins a l'entrada del "fossar", representant la tribulació i la destrucció per les quals s'ha de finalitzar aquesta època, quan el mal serà desposseït del seu poder, ens trobem que és de 3.457 polzades que simbolitzen 3457 anys des de la data de 1542 aC. Aquest càlcul senyala a 1915 després de J.C com marcant el punt de partida del període de patiment, ja que 1542 aC. més 1915 anys dC ens donen 3457 anys. Així la Piràmide testimonia que a l'octubre de 1914 començarà el temps de tribulació tal com no hi ha hagut mai a cap nació ni tornarà a succeir. Es nota que aquest "Testimoni" corrobora totalment el de la Bíblia en aquest aspecte com s'ha demostrat a través de les Dispensacions paral·leles del Volum II, cap. 7».

## Cronologia escatològica de Charles Taze Russell
Charles T. Russell, seguint la cronologia bíblica, afirmava que els 6000 anys des d'Adam es completaren per la tardor de l'any 1873 i que la presència de Jesucrist havia començat l'any 1874 segons esmenta en el volum 4 The Battle of Armageddon:
- «Hem vist que el període de la presència de nostre Senyor, de 1874 a 1914 és un temps de "collita".», Vol 4, p.617

- «Nostra Senyor, el Rei designat, està present ara, des de l'octubre de 1874», Vol. 4, p. 621

Posteriorment a l'any 1935, el seu successor Joseph Rutherford va revisar tota la seva cronologia i va descartar del tot aquesta data, traslladant la Presencia invisible de Jesucrist l'any 1914.)

## El Misteri Acabat
Després de la mort de Russell en el 1916, un setè volum titulat El Misteri Acabat o en anglès The Finished Mystery, es va publicar l'any 1917 com la seva "obra pòstuma". Aquest setè volum dona una interpretació detallada del llibre d'Apocalipsi, però també hi va incloure la interpretació d'Ezequiel i la cançó de Salomó.
Immediatament esclatà la controvèrsia, envoltant tant la seva publicació com el seu contingut. En poc temps es va comprovar que era en gran part escrit i compilat per dos socis de Russell, Clayton J. Woodworth i George H. Fisher, i editat per Joseph Franklin Rutherford.
El 6 d'abril de 1917 els Estats Units van entrar en el conflicte armat de la I Guerra Mundial. Degut al contingut d'aquest llibre, sediciós per alguns, oficials d'Informació Secreta de l'Exèrcit es van apoderar de tots els llibres. Pel mateix motiu el 12 de febrer de 1918 la societat Watch Tower fou proscrita al Canadà.
El 14 de març de 1918 el Departament de Justícia dels Estats Units declarà la distribució del llibre The Finished Mystery com una violació de l'Acta contra Espionatge. Diversos membres del moviment foren empresonats o perseguits.
El 7 de maig de 1918 el Tribunal de Districte, va emetre ordre d'arrest per Joseph Rutherford i diversos membres principals acusats d'ofensa, insubordinació, deslleialtat, i negació de servei a les Forces Armades, mitjançant incitació fent circular i distribuir cert llibre anomenat The Finished Mystery per tot els Estats Units en grans quantitats.

## Vegeu
- Prediccions dels Testimonis de Jehovà